# Epidendrum pollardii
Epidendrum pollardii är en orkidéart som beskrevs av Eric Hágsater. Epidendrum pollardii ingår i släktet Epidendrum och familjen orkidéer. Inga underarter finns listade i Catalogue of Life.